# Lepidostoma stylifer
Lepidostoma stylifer är en nattsländeart som beskrevs av Oliver S. Flint Jr. och Wiggins 1961. Lepidostoma stylifer ingår i släktet Lepidostoma och familjen kantrörsnattsländor. Inga underarter finns listade i Catalogue of Life.